# Associação Geral de Ciclismo de Macau
A Associação Geral de Ciclismo de Macau (em chinês: 中國澳門單車總會) é o órgão responsável pela organização do desporto ciclismo na Região Administrativa Especial de Macau da República Popular da China. Foi fundada a 28 de novembro de 1981, como Associação de Ciclismo de Macau (em chinês: 澳門單車總會). Está filiada na Confederação Asiática de Ciclismo e na União Ciclística Internacional.